# Часовня Божией Матери Трёх Радостей
Часо́вня ико́ны Бо́жией Ма́тери Трёх Ра́достей (Трёхра́достная часовня) — православная часовня в Бежецком муниципальном округе Тверской области, расположенная в деревне Ляды

## История
Построена в 1874 году.
До 1934 года была приписана к Алабузинскому приходу Троицкой и Смоленской церквей.
В 1970-е годы часовня была отремонтирована: полностью заменена внутренняя и наружная отделка.
В 2010 г.  часовня была ограблена, преступники похитили шесть икон.
Приписана к кафедральному собору Спаса Нерукотворного Образа (Бежецк).

## Архитектура
С точки зрения конструкции, здание часовни представляет собой бревенчатый сруб, снаружи и внутри обшитый тёсом.
Состоит из двух ярусов разной формы.
Нижний ярус — основная часть здания, выполнен в форме четверика, пологая крыша которого служит широким навесом. Входная дверь в часовню и три окна разнесены по разным сторонам фасада.
Верхний ярус — это широкий глухой восьмерик с традиционной для русского зодчества шатровой крышей. Крыша увенчана граненым барабаном с луковичной главкой и крестом.
Узкий помост, окружающий часовню, огражден металлической решеткой.
Внутри ярусы разделяет подшивной потолок для защиты интерьера часовни от атмосферных осадков, проникающих через шатровую крышу в сильный ветер.
В восточной части пола часовни устроено возвышение (солея), ограждённое балясинами.